# Rugby en Honduras
Federacion Hondureña de Rugby
Es el organismo responsable por la gobernanza y administración el Rugby en Honduras. Fundada el 5 de marzo de 2014. Actualmente es miembro Asociado de Sudamérica Rugby Rugby y Reconocido por el Comité Olímpico Hondureño.
El Rugby en Honduras
El primer partido registrado de Rugby en Honduras se jugó el 18 de marzo de 2013 en la academia los Pinares entre los Equipo de Tegucigalpa y Lenca Rugby de la Esperanza Intibuca este último ganando al equipo de la capital 15 a 10, este hecho marcaría el inicio del desarrollo del rugby en Honduras, donde el siguiente año se fundaría la FHR. 
Selecciones nacionales
La Selección nacional de rugby de Honduras es conocida como los Catrachos, donde han tenido participación en la modalidad de XVs y 7s.
Equipos nacionales
Masculinos
- Tegucigalpa RFC (Los Tapires de Tegucigalpa)
- Toros SPS Rugby (San Pedro Sula)
- Mochito Maddogz (Las Vegas, Santa Bárbara)
- Lenca Rugby (La Esperanza, Intibuca)
- Zamorano Rugby (Equipo de la Escuela Agrícola Panamericana Zamorano)

Femeninos
- Brassavolas RFC (Tegucigalpa)
- Lenca Rugby (La Esperanza, Intibuca)
- Mineras Rugby (Las Vegas, Santa Bárbara)
- Zamorano Rugby (Zamorano)

Equipos Extintos
- Piratas RC (Roatán)
- Ceiba Rugby (La Ceiba)
- Rino Rugby (Tegucigalpa)

| Año  | Campeón       | Subcampeón    |
| ---- | ------------- | ------------- |
| 2015 | Piratas RC    | Lenca Rugby   |
| 2016 | Piratas RC    | Maddogz Rugby |
| 2017 | Piratas RC    | Maddogz Rugby |
| 2018 | Lenca Rugby   | Maddogz Rugby |
| 2019 | Lenca Rugby   | Maddogz Rugby |
| 2020 | Por Definirse | Por Definirse |